# Meirinhos
Meirinhos é uma povoação portuguesa sede da Freguesia de Meirinhos do Município de Mogadouro, freguesia com 53,80 km² de área e 250 habitantes (censo de 2021), tendo, por isso, uma densidade populacional de 4,6 hab./km².

## Demografia
A população registada nos censos foi:
| Ano  | 0-14 Anos | 15-24 Anos | 25-64 Anos | > 65 Anos |
| 2001 | 59        | 31         | 158        | 120       |
| 2011 | 35        | 31         | 112        | 109       |
| 2021 | 20        | 17         | 117        | 96        |

## Aldeias
A freguesia é composta por duas aldeias:
- Meirinhos - 276 habitantes em 2011
- Quinta de São Pedro - 11 habitantes em 2011[4]

## Serviços

### Correios
- Posto de Correios, Meirinhos